# 林登 (印第安納州)
林登（英語：Linden）是一個位於美國印第安納州蒙哥馬利縣的城鎮。

## 人口
根據2010年美國人口普查的數據，林登的面積為1.01平方千米，當中陸地面積為1.01平方千米，而水域面積為0.00平方千米。當地共有人口759人，而人口密度為每平方千米751人。